# 台鐵R0型柴電機車

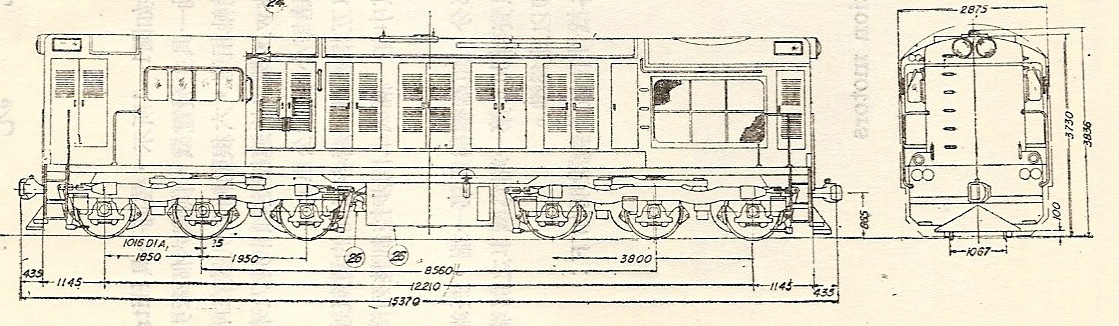
R0型形式圖

台鐵R0型柴電機車，是台灣鐵路管理局（台鐵）擬定機車柴油化政策後所採購之第一批柴油電氣機車。此型車運轉與維修問題叢生，部分R0型於1970年代經台鐵台北機廠改造後使用至1990年代初期，未改造之R0型則在1980年代分三批報廢。1996年之後已經全數停用，僅留一輛改造後之R6靜態保存。

## 歷史背景
1956年，台鐵與美援顧問懷特工程公司為提升運能，研擬台鐵基隆－高雄間西部幹線號誌自動化計畫與西線機車柴油化計畫，預計自1957年起，配合第二期經濟建設四年計畫，分批採購柴油電氣機車，取代原本老舊之蒸汽機車。1958年，台鐵以1957年度美援公開招標10輛柴電機車，原本預期將由美國GM-EMD公司得標。未料最後竟由缺乏製造柴電機車實績的日立製作所以低價搶標，取得合約。原本台鐵寄望以日立製作所缺乏製造實績，作為不合招標規範之理由，尋求翻案；然而在美日政府外交壓力之下，最終還是已成定局。
然而進入製造程序以後，因日立生產之機車不合規範，傳出多起問題，致使生產期程受影響，交車期程延誤。1959年，日立製作所為補償台鐵，決定另外提供一批零件與增加兩輛R0型備用車給予台鐵；同年8月，第一輛試作車由日立製作所水戶工廠出廠，並以借出之名義給予日本國鐵。日本國鐵給予試運轉形式名「DF91-1」，配置於水戶機關區，於常磐線牽引準急列車作為試運轉一個月。1960年7月，R0型包含備用車12輛分兩批交付台鐵使用，同年9月5日起投入幹線上正式運轉。然而R4號因裝船準備運台時，因陸上50噸起重機事故，整台車摔壞變形，經日立原廠拖回整修後，延至次年1月底運台。R11則自動遞補為合約內的10輛車，R4則改為和R12一樣是備用車，並於1966年由台鐵以原車三分之一不到之價格認購，編入車籍。
本型車引進之初，臺鐵原形式名為R1；後來為統一車輛編號命名規則，於1961年7月變更為R0型。

## 性能與使用情形

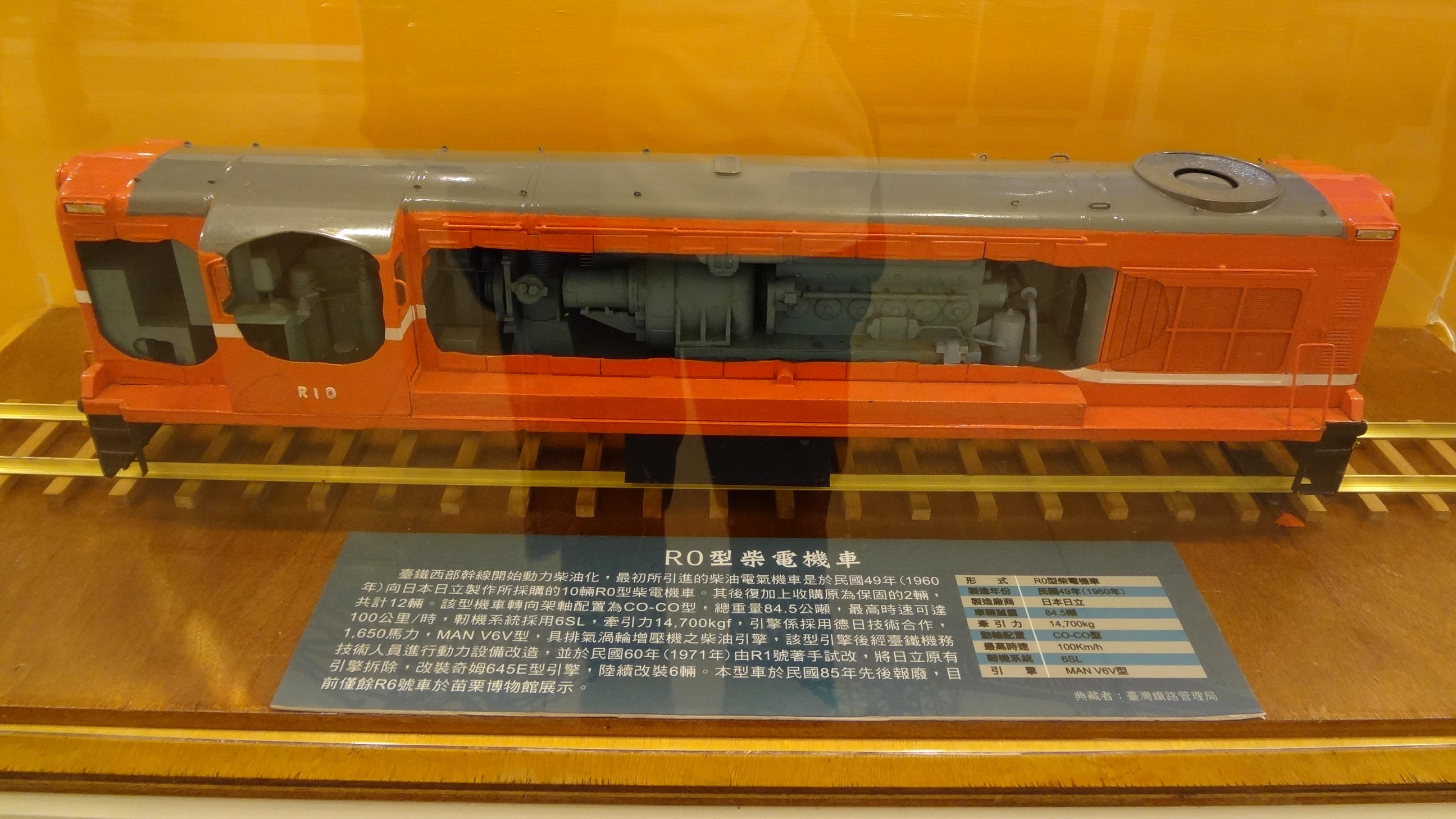
R0型柴電機車模型

本型車使用日本日立與德國猛獅合作之柴油引擎HITACHI-M.A.N. V6V 22/30mAul，為一四行程V型12缸引擎，1420匹馬力，附有增壓器和增壓空氣冷卻器。另具備總控重連運轉裝置，可多輛機車連掛，僅由一部機車控制，成為一個運轉單位。另兩組三軸轉向架為全動軸之軸配置，機車牽引力遠大於同期之R20型柴電機車，性能數據可說非常優越。
但是由於R0型是美國規格加上日德技術合作的產物，又因日本國內主要以柴液機車為主，致日立缺乏製造柴電機車經驗，致使該型機車使用上可靠度非常差。根據台鐵民國四十九年度統計年報，該型車啟用第一年就有一輛車於台北機廠停工待料，妥善率也遠差於R20型。原本R0型啟用時和R20型混合使用，但是後續由於運轉過程非常容易出現故障問題，遂自1961年七月起，所有高級列車均改由R20型牽引。後續車況更是每況愈下，直到台鐵第三批R20型進口啟用後，R0型自1966年11月起，除停用車以外，全數改為調車使用。

## R0改造型
1966年起，為徹底解決R0型問題，臺北機廠成立工作小組，建議改造R0型柴電機車。1971年，選定當時在北廠停用中之R1作為試驗對象，以R100型柴電機車作為參考，裝置GM-EMD 645E型引擎。R1改造出廠後，經使用成果良好，後續又挑選6輛R0型機車進行改造(R4～R6、R8、R10、R12)。由於R0型原本所使用之HITACHI-M.A.N. V6V 22/30mAul引擎較GM-EMD 645E型引擎矮，致使原本的引擎室空間不足。於是加高引擎室車高40mm和挖空車架部分結構，以容納較大的645E型引擎。另外由於長端改造冷卻風扇，空間不足裝置原廠頭燈，便以R100型使用之同款頭燈取代，而短端頭燈為求一致便一併改造。另總控重連控制裝置，也在這次改造後取消。此批車引擎改造完畢後，因高速行駛時機體震動過大，運用上大多以北部地區普通列車與貨物列車牽引機與調車機為主。

## 晚期
未改造之R3、R7與R2、R11分別於1984年、1985年時報廢除籍，其中R3、R7於報廢後曾移至新竹機務段存放；R9則為原型車最晚報廢者，1988年時還可見棄置於七堵調車場。其餘改造後之R0型大多用於宜蘭線列車、牡丹坡補機和南港調車場調車使用，最終亦於1990～1996年陸續停用。
| 年份     | 1984  | 1985   | 1987 | 1993     | 1997       | 1999 |
| 報廢車輛 | R3 R7 | R2 R11 | R9   | R1 R5 R8 | R4 R10 R12 | R6   |

## 保存車輛
- R6：此車報廢後曾靜態保存於苗栗鐵道文物展示館。2022年4月16日，以前後兩輛柴電機車前後包夾之方式，迴送至富岡基地整修。2023年十月以同樣方式迴送苗栗站側線停放，隨後與其它保存展示車輛放入苗栗火車頭園區的展館內。

2025年4月25日苗栗火車頭園區正式營運開幕，R6也成為館藏車輛靜態保存展示。

## 軼事
R0型未改造前之頭燈較大，遠看彷彿是蛙類眼睛。鐵道迷戲稱「大眼蛙」。